# Nau (portal de noticias)
Nau es un portal de noticias suizo cuyo contenido se distribuye a través de un sitio web, pantallas en el transporte público, estaciones de servicio y gimnasios, y a través de una aplicación móvil.

## Origen
El comercializador publicitario Livesystems fundó la plataforma en línea Nau en el verano de 2017. Según Nau, el nombre es una abreviatura de: " Neu, Aktuell, Unterhaltsam". En la fase inicial se reclutaron 45 periodistas, cuales aproximadamente la mitad eran pasantes. Los periodistas son equipos regionales en Basilea, Berna, Frauenfeld, Lucerna, St. Gallen y Zurich estacionados. Un equipo de Graubünden lo seguirá en 2018. El portal se puso en línea el 17 de octubre de 2017.
Nau media AG es parte de Livesystems Holding AG, que fue fundada en 2007 por Yves Kilchenmann y Olivier Chuard. Livesystems dooh AG también pertenece al holding. Esto opera Passenger-TV, que presenta información de horarios, así como noticias y publicidad en las pantallas de 2300 vehículos (a octubre de 2017). Passenger-TV también presenta el contenido de Nau . A través de este canal se llega a alrededor de 1,5 millones de personas.  Además, Livesystems dooh AG también opera televisores de estaciones de servicio con pantallas en las estaciones de servicio, que también muestran el contenido de Naudemostrar. Desde enero de 2018, los mensajes de Nau también se pueden ver en las pantallas de Signactive GmbH en los gimnasios.
En mayo de 2020 hubo varios despidos a raíz de la situación económicamente problemática debido a la pandemia de COVID-19 en Suiza . Tres puestos a tiempo completo y seis a tiempo parcial se vieron afectados en el departamento editorial y en la producción de videos.

## Contenido
Nau publica noticias y, en su mayoría, informes breves sobre temas de actualidad. La atención se centra en la regionalidad, se debe atender principalmente a los viajeros. Algunos artículos también tienen uno o más videos cortos llamados videos en vivo . Además de los artículos profesionales, Nau también publica artículos de lectores. Se requiere registro para esto. Los lectores pueden escribir comentarios sobre los artículos.

## Formal
La oficina editorial de Nau se encuentra en Liebefeld, municipio de Köniz, cerca de Berna. El medio se financia mediante publicidad. Además de la presentación del contenido en el sitio web y las pantallas, existe una aplicación para dispositivos móviles.